# Orańczyce (stacja kolejowa)
Orańczyce (biał. Аранчыцы, ros. Оранчицы) – stacja kolejowa pomiędzy miejscowościami Orańczyce i Linowo, w rejonie prużańskim, w obwodzie brzeskim, na Białorusi. Leży na linii Moskwa – Mińsk – Brześć.

## Historia
Stacja powstała w XIX w. na drodze żelaznej moskiewsko-brzeskiej pomiędzy stacjami Bereza (Pogodino) i Tewle. Początkowo nosiła nazwę Liniewo. W II Rzeczypospolitej nosiła już obecną nazwę.